# Yelmer Buurman

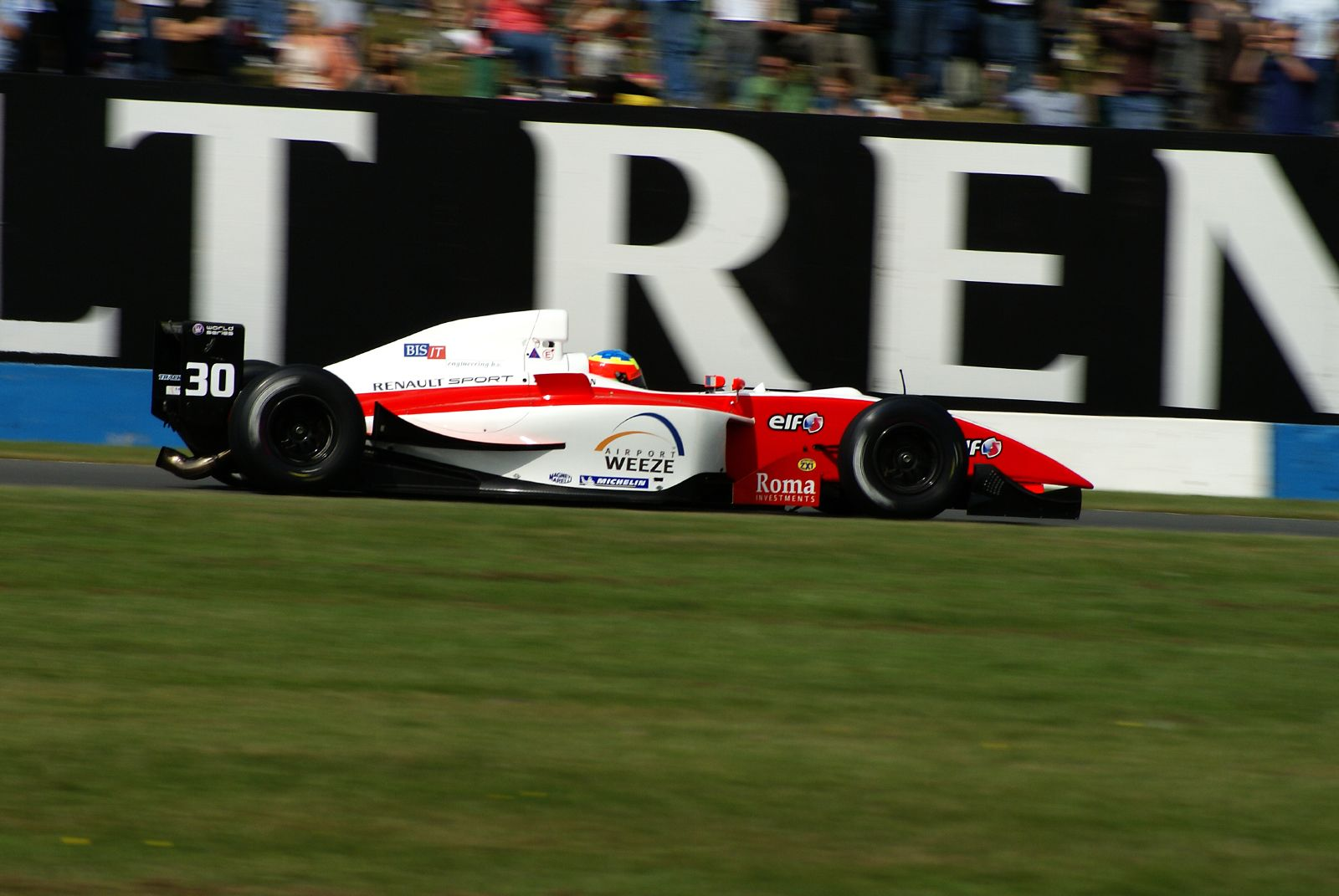
Yelmer Buurman, en World Series by Renault, en 2007

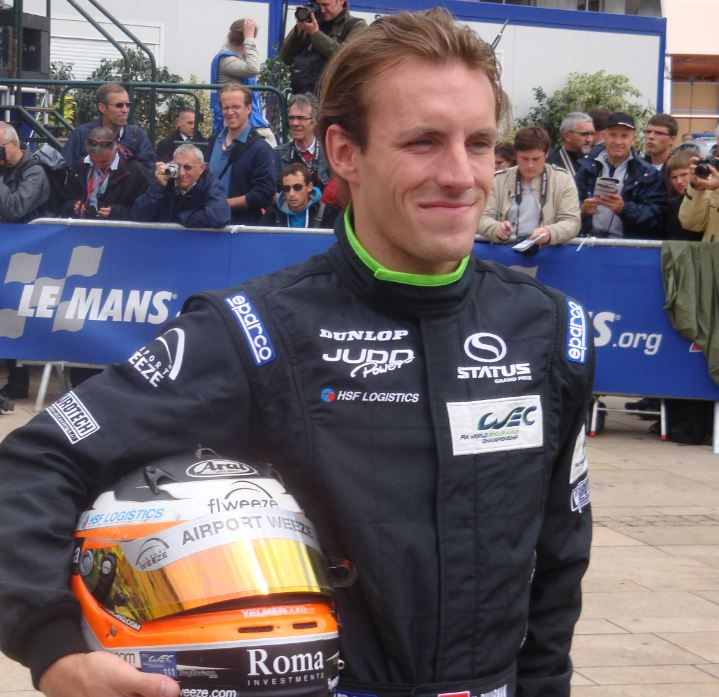
Yelmer Buurman aux 24 Heures du Mans 2012

Yelmer Buurman, né le 19 février 1987 à Ubbergen, Pays-Bas est un pilote automobile néerlandais.
- 2002 : BMW Compact Cup, 2e 
  - Formule König
- 2003 : Championnat d'Allemagne de Formule Renault, 6e 
  - Championnat de Grande-Bretagne de Formule Renault Winter Series, 3e
- 2004 : Championnat d'Allemagne de Formule Renault, 3e
- 2005 : Championnat de Grande-Bretagne de Formule Renault, 5e
- 2006 : Formule 3 Euro Series, 20e
- 2007 : Formule 3 Euro Series, 6e
- 2008 : GP2 Asia Series, 11e
- 2008 : Superleague Formula, 2e
- 2009 : Superleague Formula, 4e
- 2010 : Superleague Formula, 5e
- 2011 : Superleague Formula, 4e